# Expedition Everest
Expedition Everest ist eine Stahlachterbahn in Disney’s Animal Kingdom (Florida, USA). Sie wurde vom niederländischen Hersteller Vekoma gebaut und am 7. April 2006 eröffnet.

## Hintergrund

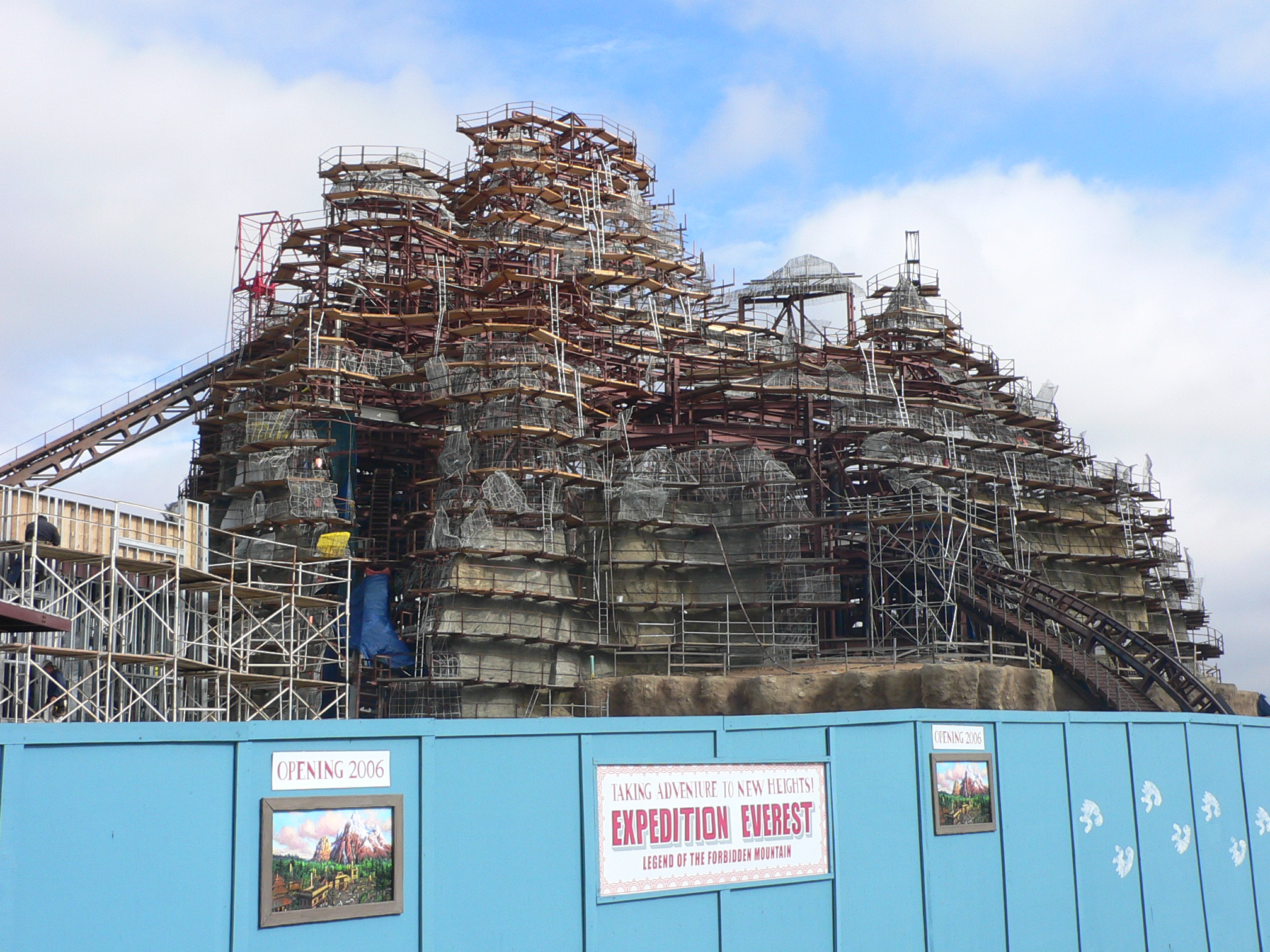
Expedition Everest während der Bauzeit

Die auffälligste Besonderheit von Expedition Everest ist, dass sie zu großen Teilen in einen extra dafür errichteten künstlichen Berg gebaut wurde – der höchste im ganzen Walt Disney World Resort. Wäre dieser Berg echt, so wäre er mit etwa 60 m über dem Meeresspiegel der vierthöchste Gipfel in Florida.
Am Fuße des künstlichen Bergmassivs und den größten Teil des Geländes einnehmend, liegt das fiktive Dorf Serka Zong, wo der Wartebereich und ein Souvenirladen untergebracht ist.
Anders als der Name der Attraktion vermuten lässt, ist der Berg allerdings keine Nachbildung des Mount Everest, sondern der fiktionale „verbotene Berg“, der vom Yeti bewacht wird. Die Hintergrundgeschichte zur Bahn besagt, dass die Achterbahn eine schnelle Verbindung durch den Himalaya zum Fuß des Mount Everest bietet. Mount Everest selbst erscheint am östlichen (im Foto rechten) Rand nur als Hintergrund in einem Beispiel für angewandte forcierte Perspektive, die geringe Größe soll Entfernung vortäuschen.
Eine von außen weniger sichtbare Besonderheit ist die Rückwärtsfahrt innerhalb des Berges. Dazu sind zwei rotierende Weichen eingebaut, die man nicht bemerkt, da eine hinter dem Zug liegt und eine im Dunkeln die Fahrtrichtung verändert. Im Handlungsstrang finden diese Richtungswechsel durch vom Yeti zerstörte Schienen statt.

## Wissenswertes
Laut Disney belegt die Attraktion 2,5 Hektar im asiatischen Themenbereich des Parks und der Berg selbst gerade mal 0,4 Hektar.
Expedition Everest wird oft mit der 1959 gebauten Matterhorn-Bobsleds-Achterbahn im Disneyland verglichen, die auch einen verschneiten Berg als Szenerie und einen „grässlichen Schneemann“ als Figur während der ganzen Fahrt bietet.
Expedition Everest feierte seine Eröffnung am 7. April 2006 in einer Feier, die vom damaligen Disney CEO Robert Iger und vom Themenpark-Präsident Jay Rasulo geleitet wurde. Die Attraktion wurde zum ersten Mal öffentlich erwähnt am 22. April 2003 während eines Events zur Feier des fünften Geburtstags von Disney’s Animal Kingdom.
Aufgrund der Baukosten von rund 100 Mio. USD galt Expedition Everest als teuerste Achterbahn der Welt, bis dieser Rekord durch die 2019 im Universal Islands of Adventure eröffnete Achterbahn Hagridʼs Magical Creatures Motorbike Adventure mit Baukosten von rund 300 Mio. USD weit übertroffen wurde.